# 캐리TV
《캐리TV》는 2014년 10월 30일(10주년)부터 캐리소프트를 설립하였으며 키즈 크리에이터를 만들고 있다. 캐리TV의 제작은 뱁믹스를 통해 편집하였다. 다만, IPTV와 케이블TV를 통해 무료로 보실 수 있으며, 특히 2024년 7월 1일 이후부터는 캐리TV + 더 키즈로 통합 후 편입하고 있다. 캐리야 학교가자는 캐리TV를 비롯한 각종 방송사 및 무료 OTT를 통해 볼 수 있다. 또한 제작사인 캐리소프트가 소유하고 있으며, 현재 유튜브 채널 크레에이터 제작중인 '캐리TV 장난감 친구들', '캐리TV 주니어', '캐리TV 어드벤처', '캐리TV 스토리', '캐리TV 송', '캐리영어', '헬로캐리' 외 다수 등이 있다.

## 캐릭터 소개
- 캐리(C)
- 캐빈(K)
- 엘리(E)
- 유니(U)
- 줄리(J)
- 스텔라(S)
- 타미(T)
- 이든(E)
- 루시(L)
- 두리번(D)
- 콜라(C)
- 꼬마 캐리(C)
- 꼬마 캐빈(K)
- 엘리가 간다
- 엘리의 도전
- 꼬마 캐빈의 할 수 있어

- 헬로카봇
- 출동! 슈퍼윙스
- 부릉! 부릉! 부루미즈
- 강철소방대 파이어로보
- 캐치! 티니핑
- 사랑의 하츄핑
- 마카앤로니
- 꼬마버스 타요
- 터닝메카드
- 터닝메카드 W
- 내 친구 코리리
- 티티 체리
- 바이클론즈
- 뽀롱뽀롱 뽀로로
- 티티 체리 스페셜
- 소피루비
- 터닝메카드
- 꿈의 왕국 소피 루비
- 내 친구 코리리
- 꼬미마녀 라라
- 캐리야 학교가자
- 친한친구 모여라
- 캐리 앤 북스 생활동화
- 호기심 아파트
- 캐리 앤 하우스
- 시크릿 과학실험
- 캐리 앤 플레이
- 꾸러기 천사들
- 꾸러기 탐구생활
- 도라에몽
- 몬카트
- 스파이더맨
- 용감한 소방차 레이
- 흔한 남매